# Yu-Gi-Oh! Power of Chaos: Kaiba the Revenge
Yu-Gi-Oh! Power of Chaos: Kaiba the Revenge is een computerspel voor de PC, gebaseerd op de manga Yu-Gi-Oh!. Het spel is een productie van Konami.
Het spel is onderdeel van de Yu-Gi-Oh! Power of Chaos serie, waar ook Yu-Gi-Oh! Power of Chaos: Joey the Passion en Yu-Gi-Oh! Power of Chaos: Yugi the Destiny toe behoren.
In het spel neemt de speler het op tegen Seto Kaiba. Hiertoe kan de speler een deck samenstellen van verschillende kaarten uit zowel dit spel als de andere twee spellen. Het spel bevat tussenstukjes of clips die in beeld komen als Kaiba een speciale handeling verricht, zoals het oproepen van zijn Blue Eyes White Dragon.